# Incamyia peruviana
Incamyia peruviana är en tvåvingeart som först beskrevs av Townsend 1927.  Incamyia peruviana ingår i släktet Incamyia och familjen parasitflugor.
Artens utbredningsområde är Peru. Inga underarter finns listade i Catalogue of Life.